# パドレ・テンブレケ水道橋
パドレ・テンブレケ水道橋 (スペイン語: Acueducto del Padre Tembleque) は、メキシコのメヒコ州とイダルゴ州に残る16世紀の水道橋で、フランシスコ会士のフランシスコ・デ・テンブレケの指導で17年を費やして建造された。アドベも駆使したこの水道橋は、最も高いところでは38 mにもなり、ヨーロッパの水利技術の蓄積と、アメリカ大陸先住民の文化との優れた融合として、2015年の第39回世界遺産委員会でUNESCOの世界遺産リストに登録された（登録名は「パドレ・テンブレケ水道橋の水利システム」）。パドレは「神父」の意味であり、テンブレケ神父の水道橋とも表記される。

## 概要
パドレ・テンブレケ水道橋は1555年から1572年にかけて建設された。その建設には地元住民も協力し、建材にはアドベも用いられた。周辺にはマゲイのプランテーションの風景が広がる。

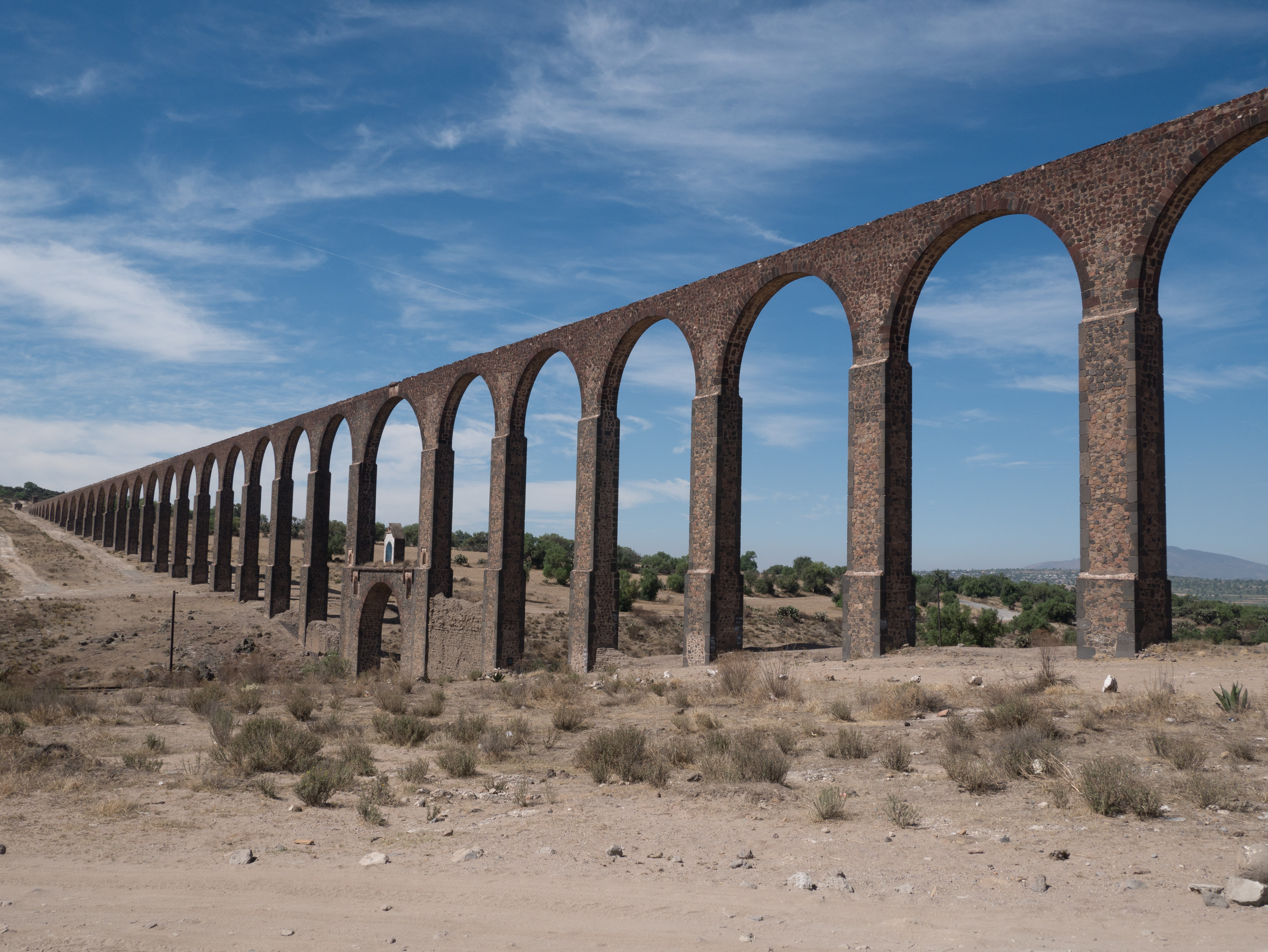
テペヤワルコの水道橋

その総延長は48.22 km で、内訳は以下の通りである。
- 水源地域から最初の分水施設まで (3.37 km)
  - 水源地域はエル・テカヘテ (El Tecajete) の火山地帯が含まれ、その泉なども含まれる。
- 最初の分水施設からセンポアラまで (5.98 km)
  - 起伏の大きい土地のため、一部の区間は地下水路になっている[4]。終点に当たるセンポアラの町では、町内の主要建築物に給水するための配水施設につながれている[4]。
- 最初の分水施設からオトゥンバ（スペイン語版）まで (38.87 km)
  - オトゥンバへの水路も、終点では町内の主要建築物に給水するための配水施設につながれているが、こちらの水路はその途中にある数多くのアシエンダにも給水するようになっていた[4]。この区間で特筆されるのは、テペヤワルコ峡谷付近のモルタルも使った石造建築の水道橋で、その高さ 39.65 m（アーチ部分の高さ 33.84 m）は、アーチを重ねていない一層構造の水道橋としては、過去最高のものとなった[5]。

## 世界遺産

### 登録経緯

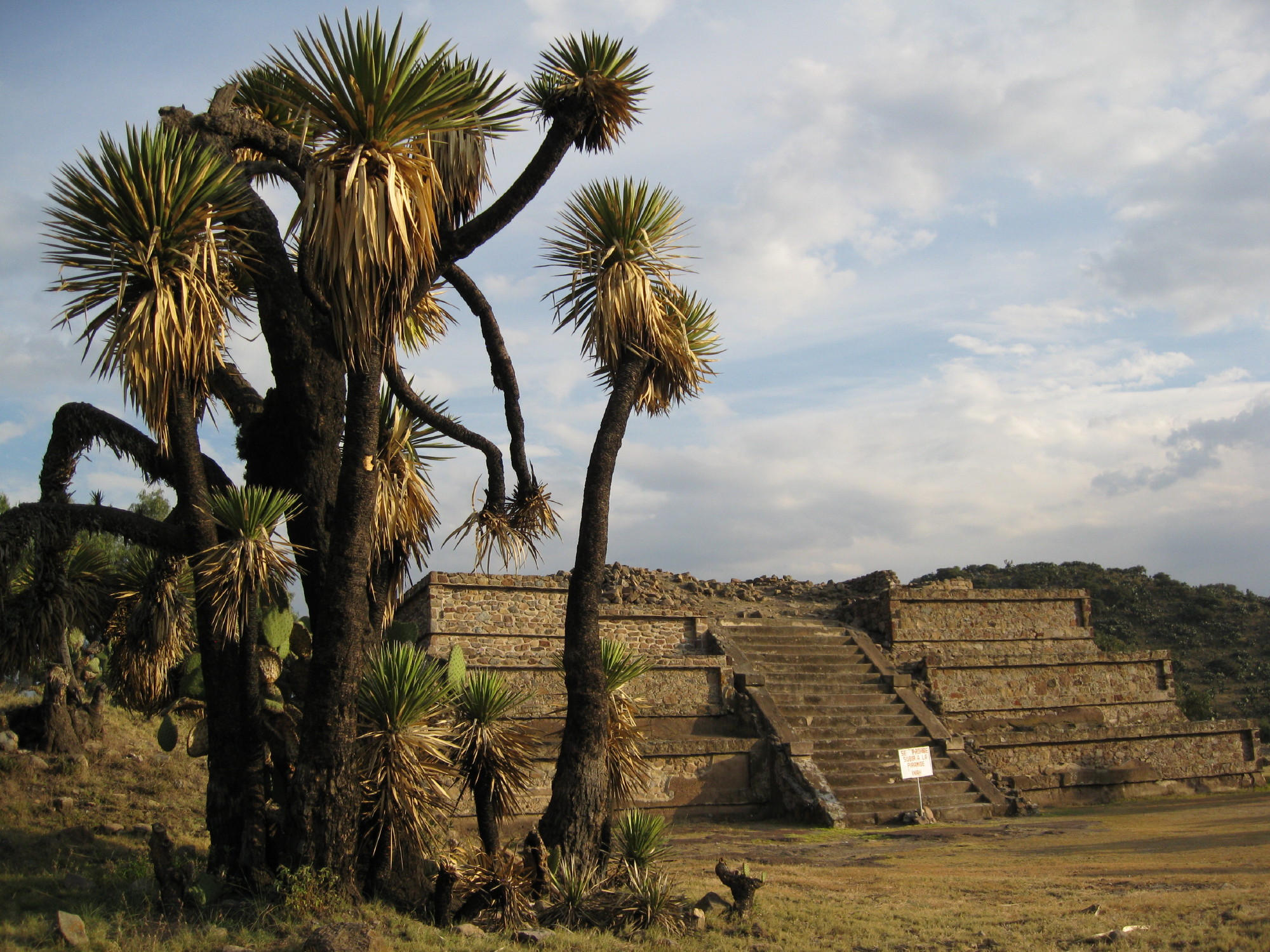
シィウインゴ遺跡

この物件が世界遺産の暫定リストに記載されたのは2001年11月20日のことであり、正式推薦は2013年10月2日のことだった。ただし、この時点では「パドレ・テンブレケの水道橋、アメリカ大陸のルネサンス様式水利施設群」(Aqueduct of Padre Tembleque, Renaissance Hydraulic Complex in America) として、パドレ・テンブレケ水道橋以外に、さらに2件の構成資産を組み合わせたものとなっていた。
まずは「テペアプルコの町、修道院、水道橋および貯水槽」(Town, Convent, Aqueduct and Water Tank of Tepeapulco) で、テンブレケ水道橋に先行する水道橋（1545年完成）を含む構成資産だった。次が「シィウインゴの考古遺跡」(Archaeological Site of Xihuingo) で、先コロンブス期の複数の文化期の考古遺跡を含んでいるが、配水機構は備えていない。
それに対し、世界文化遺産の諮問機関である国際記念物遺跡会議 (ICOMOS) は、顕著な普遍的価値を見出しがたいテペアプルコとシィウインゴを取り下げることを推薦国に提案し、これに同意した推薦国側は2015年2月に正式に取り下げた。それを踏まえてICOMOSは、ポン・デュ・ガール、ポントカサステ水路橋と運河、セゴビア旧市街と水道橋、国境防衛都市エルヴァスとその要塞群などの既存の水道橋の世界遺産などと比べても顕著な普遍的価値を見出せるとして、パドレ・テンブレケ水道橋のみに対し、「登録」を勧告した。ただし、登録名はより簡略化するのが望ましいことも併記した。
第39回世界遺産委員会では、委員国から勧告への修正意見が出されることなく、賛成多数によって成立した。

### 登録名
ICOMOSの勧告も踏まえた正式登録名は英語: Aqueduct of Padre Tembleque Hydraulic System 、フランス語: Système hydraulique de l'aqueduc de Padre Temblequeである。その日本語名は、英名・仏名でそのままスペイン語表記が使われているパドレ（神父）を翻訳するかどうかなどで、以下のような揺れがある。
- テンブレーケ神父の水道橋水利施設 - 日本ユネスコ協会連盟[2]
- パドレ・テンブレケ水利施設の水道橋 - 世界遺産検定事務局[10]
- テンブレケ神父の水利施設の水道橋 - 東京文化財研究所[11]
- パードレ・テンブレケの水利システムによる水道橋 - なるほど知図帳[12]
- パドレ・テンブレケ水道橋の水利システム - 今がわかる時代が分かる世界地図[13]

### 登録基準
この世界遺産は世界遺産登録基準のうち、以下の条件を満たし、登録された（以下の基準は世界遺産センター公表の登録基準からの翻訳、引用である）。
- (1) 人類の創造的才能を表現する傑作。
- (2) ある期間を通じてまたはある文化圏において、建築、技術、記念碑的芸術、都市計画、景観デザインの発展に関し、人類の価値の重要な交流を示すもの。
- (4) 人類の歴史上重要な時代を例証する建築様式、建築物群、技術の集積または景観の優れた例。

世界遺産登録に当たっては、古代ローマ以来のヨーロッパの土木技術がメソアメリカの文化的伝統と融合した点や、テペヤワルコ周辺の水道橋の秀逸さなどが評価された。